# Діброво-Кобрієве (заповідне урочище)
Дібро́во-Ко́брієве — заповідне урочище, розташоване неподалік від села Гречанівка Гадяцького району Полтавської області. Було створене відповідно до постанови Полтавської облради № 74 від 17 квітня 1992 року.

## Загальні відомості
Землекористувачем є ДП «Гадяцький лісгосп», Краснолуцьке лісництво, квартали 1—3, площа — 144,5 гектара. Розташоване на південь від села Гречанівка Гадяцького району.
Урочище створене з метою збереження масивів кленово-липово-дубових лісів на корінному високому березі річки Псел з багатим рослинним та тваринним світом. Осередок збереження рідкісних видів рослин (5) та тварин (24).